# L.A. & N.Y.
L.A. & N.Y. (Los Angeles & New York) è il sesto album del cantautore italiano Alan Sorrenti, pubblicato dall'etichetta discografica EMI nel 1979.

## Il disco
Ciascuna delle facciate ha un sottotitolo, rispettivamente L.A. e N.Y.
Dal disco furono tratti i singoli Tu sei l'unica donna per me/All Day in Love e Per sempre tu/Provaci.

## Tracce
Lato A – L.A.
1. Tu sei l'unica donna per me – 3:48 (Alan Sorrenti)
2. Per sempre tu – 4:38 (Sorrenti, Jay Graydon)
3. Dancing in My Heart – 3:01 (Sorrenti, Steve Kipner)
4. Provaci – 3:17 (Sorrenti, Graydon, Kipner)

Lato B – N.Y.
1. Look Out – 4:55 (Thomas J. Bernfeld)
2. Take a Chance – 5:57 (Marty Celay, Bernfeld)
3. Love Fever – 7:02 (Jim Gregory, Phillis Hill, Steve Love, Bernfeld)

## Formazione
- Alan Sorrenti – voce, cori
- Cliff Morris – chitarra elettrica
- Sammy Figueroa – percussioni
- Will Lee – basso
- Jay Graydon – chitarra, programmazione, sintetizzatore
- Jai Winding – pianoforte, Fender Rhodes
- Richard Crooks – percussioni
- Steve Lukather – chitarra ritmica
- Ed Greene – batteria
- Hiram Bullock – chitarra elettrica
- Paul Griffin – tastiera
- Mike Porcaro – basso
- Victor Feldman – percussioni, congas
- Jerry Hey – tromba
- Joe Shepley – tromba
- Gary Grant – tromba
- Marvin Stamm – tromba
- Bill Reichenbach Jr. – trombone
- Barry Rogers – trombone
- Dave Tofani – sassofono tenore, sax alto
- Ronnie Cuber – sassofono tenore, sassofono baritono
- Bill Champlin, Diva Gray, Lani Groves, Steve Kipner, Bobby Kimball – cori